# Nialus politus
Nialus politus är en skalbaggsart som beskrevs av Étienne Mulsant och Claudius Rey 1870. Nialus politus ingår i släktet Nialus och familjen Aphodiidae. Inga underarter finns listade i Catalogue of Life.